# Jardin Guilbault

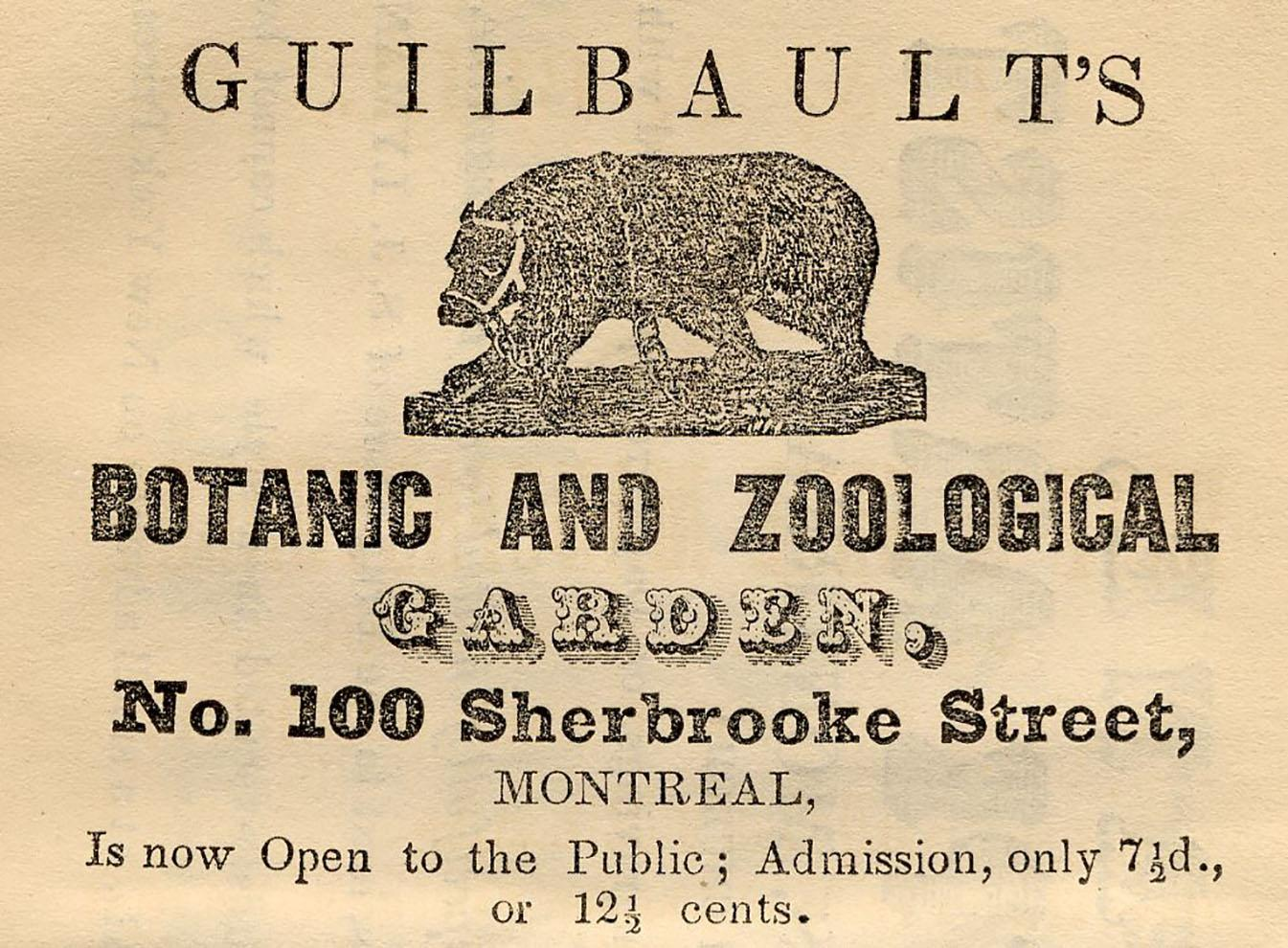
Annonce publicitaire, 1854

Le jardin Guilbault est un jardin botanique, un zoo et un parc d'attractions pionnier à Montréal au XIXe siècle, fondé par Joseph-Édouard Guilbault. Guilbault est à l'origine un horticulteur qui a déménagé son jardin à plusieurs reprises, avant de s'établir pour la dernière fois près de l'actuelle avenue des Pins, en 1862,.

## Sites

### 1831-1838
On pense que le premier jardin Guilbault a vu le jour en 1831, à la périphérie de Montréal. Botaniste et fleuriste de métier, il vend des plantes mais agrandit ensuite le jardin pour en faire une promenade de plaisance où les Montréalais peuvent se promener et profiter des attractions. Guilbault met sur pied la première des grandes fêtes qu’il organise dans ses jardins. En juillet 1835,  les visiteurs peuvent assister à un feu d’artifice dans des sentiers illuminés au son d’une fanfare régimentaire. Deux autres fêtes ont lieu en août et septembre la même année. Lors de celles-ci, Guilbault propose même d’admirer l’ascension d’une montgolfière et en 1836 ajoute des spectacles de cirque. À la suite d’ennuis financiers, le jardin est vendu en 1838. 

### 1842-1846
Quatre ans après son premier jardin, Guilbault fait désormais face à la concurrence du Montreal Pleasure Garden, situé près du Champ-de-Mars. Il ouvre son deuxième jardin au coteau Saint-Louis, près de la première église Saint-Jacques, avec son département horticole distinguant son parc de celui de son nouveau concurrent.

### 1846-1849
Son ancien emplacement est infructueux. Pour son troisième jardin, Guilbault s'est rapproché d'un emplacement plus central : au coin des rues Vitré et Cotté, non loin du nouvel édifice de la Banque de Montréal dans ce qui est aujourd'hui le Vieux-Montréal.

### 1849-1852
Les sources contemporaines diffèrent sur l'existence d'un 4e emplacement. Une chronologie publiée par la ville de Montréal indique que Guilbault a ouvert un jardin à Côte-des-Neiges de 1849 à 1852. Mais le MEM - Centre des mémoires montréalaises n'en fait aucune mention.

### 1852-1862

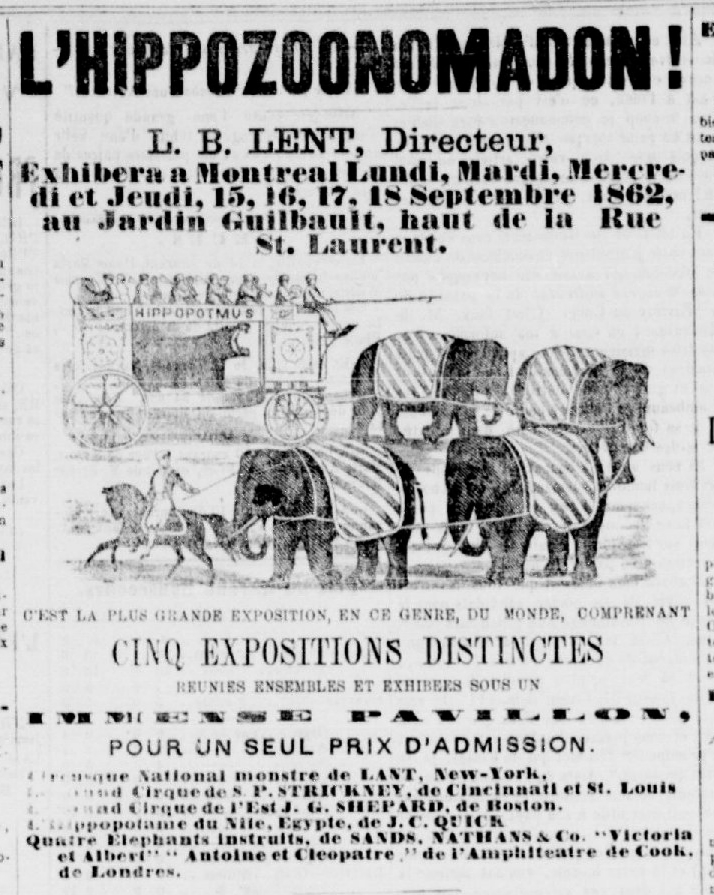
L'Hippozoonomadon

Le nouveau jardin est situé au numéro 100 (qui devient plus tard le 114) de la rue Sherbrooke, côté sud, entre les actuelles rues De Bleury et Saint-Urbain. Selon le MEM - Centre des mémoires montréalaises, c'est ici qu'il ajoute une dimension zoologique majeure à son parc, aux côtés d'autres attractions comme le théâtre, les feux d'artifice, les cirques et bien sûr son horticulture : 

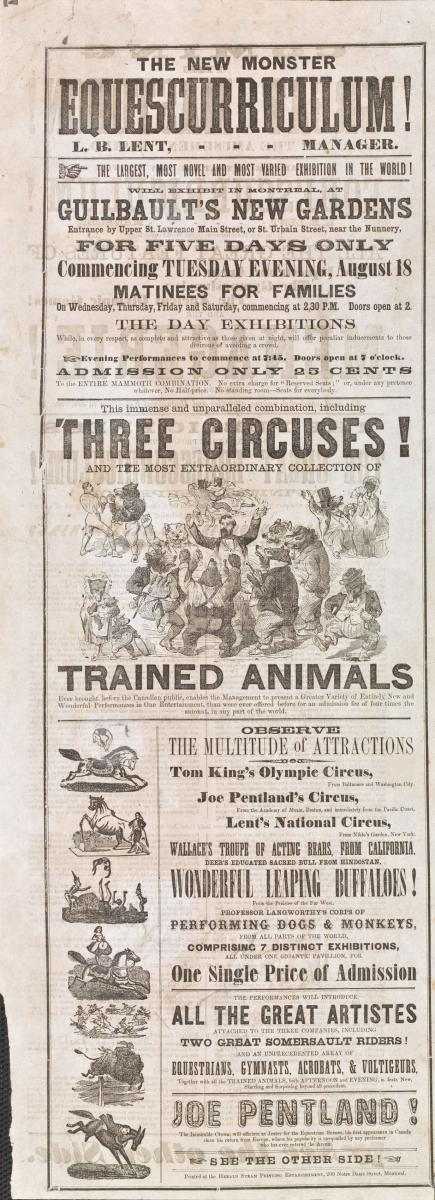
Affiche de spectacle de cirque au Jardin Guilbault.

« On y trouve des animaux étonnants ainsi qu’une volière. Guilbault fait notamment construire un aquarium afin d’exhiber une baleine blanche de 5000 livres. À cette époque, la ménagerie de Guilbault, qui compte plus de 150 espèces, peut être considérée comme la plus importante au Canada. Proposant une gamme d’activités familiales, le jardin Guilbault devient un lieu prisé des Montréalais. Dès le déménagement sur la rue Sherbrooke, Guilbault accueille, entre autres, l’exposition annuelle de la Société d’horticulture de Montréal, fondée en 1846. »

Selon les archives, c'est ici que Guilbault présente son Hippozoonomadon, mettant en vedette un hippopotame avec les « plus grands éléphants du monde ». De 1853 à 1862, le Jardin Guilbault présente des pièces de théâtre et de vaudeville ainsi que des spectacles mettant en vedette des personnes au physique hors du commun dont des personnes naines ou albinos. Au fil des années, les visiteurs ont admiré plusieurs animaux exotiques dont un morse, une vache brahmane, un orang-outan ainsi qu'un hippopotame du Nil.

### Emplacement final, 1862-1869
Le succès du chantier précédent est tel que Mathilde, la fille de Guilbault, achète au nom de son père six acres de terrain du notaire Stanley Clark Bagg. Ce terrain à proximité du nouvel Hôtel-Dieu, à l'intersection de l'avenue des Pins et de la rue Saint-Urbain, serait le dernier emplacement.
Guilbault construit des bâtiments qui peuvent accueillir des visiteurs toute l’année. Un musée de curiosités permet à la population d’observer des objets inusités allant des collections numismatiques à un crocodile momifié. Mais la structure clé est le Glaciarum :

« Il mesure 200 pieds sur 60, des murs font 14 pieds de haut et le centre du bâtiment culmine à 24 pieds. Construit entre 1861 et 1862, il accueille une patinoire intérieure ainsi qu’un espace tout équipé pour apprendre les arts du cirque. Mieux encore, son plancher est mobile afin de pouvoir y donner des bals, comme les fameux bals masqués sur glace du Victoria Skating Rink que William Notman, photographe montréalais habitant non loin de là, a immortalisés au cours de la même période. Avec des toilettes, un éclairage au gaz et d’autres commodités, le Glaciarum est un véritable centre culturel. S’y produisent différentes troupes, américaines et britanniques surtout, comme la Compagnie française de New York ou encore des cirques, qui déambulent dans les rues de la ville de la gare jusqu’au jardin suscitant l’émerveillement de tous. »

En 1864, The Montreal Herald mentionne une performance au parc de William Leonard Hunt, funambule canadien connu sous le nom de scène Farini. Depuis 1860, le Jardin Guilbault a accueilli plusieurs cirques en tournée, mais le nouvel emplacement suscite l'intérêt de plusieurs cirques qui ajoutent ce lieu dans leur tournée, notamment le cirque de G. F. Bailey et Cie qui s'y produit de 1862 à 1868. En septembre 1869, le Jardin Guilbault accueille la ménagerie d'Isaac A. Van Amburgh qui comprend plus de 500 animaux sauvages.

#### Fermeture
Vers 1869, les dettes s’accumulent et ils ne parviennent plus à maintenir le site ouvert au public. Après plus de 35 années à divertir la population montréalaise, le jardin Guilbault ferme ses portes et tout est vendu aux enchères. Dans les années qui suivent, l'immense terrain est loti et vendu.

## Héritage

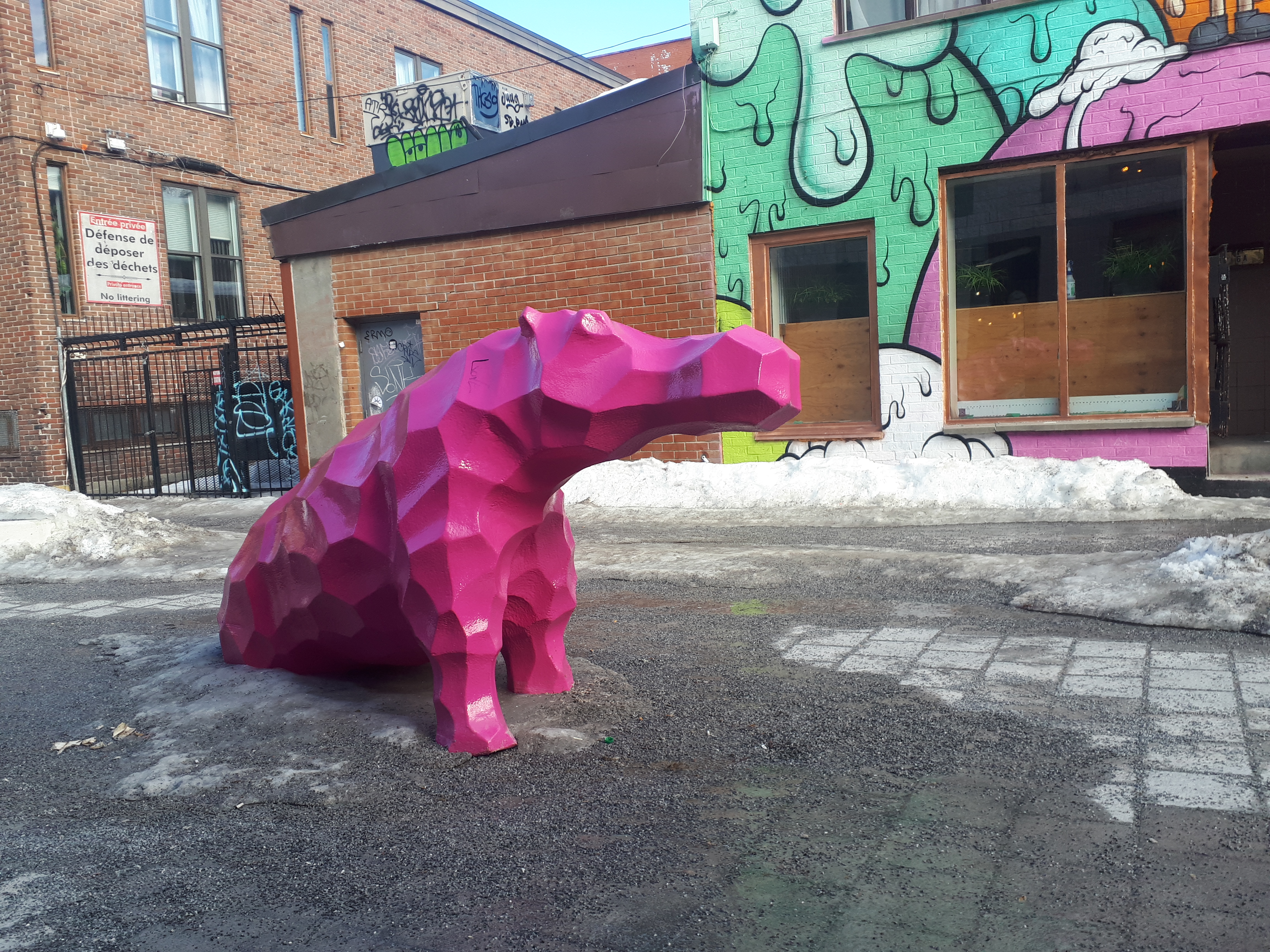
Hommage au jardin Guilbault, mars 2019.

En 1870, Guilbault quitte ensuite Montréal pour le Sault-au-Récollet où il retourne à sa fonction initiale de botaniste. Son héritage le plus durable est une grande allée d'arbres plantées le long d'une route qui devient le boulevard Gouin au nord de l'île de Montréal, que les passants purent admirer pendant plusieurs années après sa mort en 1885.
Des structures d’hippopotames sont installées en hommage sur la rue Guilbault, près du boulevard Saint-Laurent,.
Des travaux sur l'avenue des Pins en 2022 mettent au jour un mur de pierre incurvé que l'on croit être un morceau de fontaine à l'entrée du jardin, près du boulevard Saint-Laurent,.